# Sociedad para la Difusión de la Alfabetización entre los Georgianos

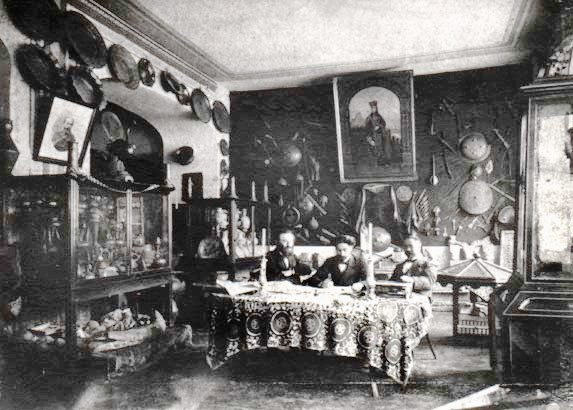
Museo y biblioteca de la Sociedad. Foto de Alexander Roinashvili

La Sociedad para la Difusión de la Alfabetización entre los Georgianos (en georgiano: ქართველთა შორის წერა-კითხვის გამავრცელებელი საზოგადოება  , [kʰartʰvɛltʰa ʃɔris t͡sʼɛrakʼitʰxvis ɡamavrt͡sʼɛlɛbɛli sazɔɡadɔɛba] ; también traducida como Sociedad para la Extensión de la Alfabetización entre los georgianos) fue una organización benéfica fundada por un grupo de destacados intelectuales georgianos en mayo de 1879 con el fin de promover un renacimiento cultural entre el campesinado de Georgia, entonces parte del Imperio Ruso. Sobrevivió hasta principios del período soviético y funcionó hasta 1926/7.
Organizada por los nobles Ilia Chavchavadze, Dimitri Kipiani y educadores locales como Iakob Gogebashvili y Mariam Jambakur-Orbeliani, la Sociedad dirigió una red de escuelas, librerías y bibliotecas en todo el país; capacitó a maestros y patrocinó publicaciones y revistas en idioma georgiano. El príncipe Chavchavadze, un destacado escritor, pasó a desempeñar un papel destacado en la Sociedad, sucediendo al primer presidente Kipiani en 1885 hasta su asesinato en 1907. La organización, tolerada por las autoridades imperiales, involucró prácticamente a todos los hombres de letras georgianos activos, varios filántropos y funcionarios, y fue fundamental en el renacimiento nacional georgiano en la segunda mitad del siglo XIX.